# Kommentator
En kommentator er ofte en journalist, som i dagspressen, på tv og i radio-udsendelser rapporterer, kommenterer, analyserer og uddyber emner om politik, sport, musik, film og andre aktuelle emner.

## Eksempler
Ifølge Forbes var de 10 mest populære kommentatorer i USA i 2007:
- Politik og samfund
  - Al Franken
  - Bill Maher
  - Bill O'Reilly
  - Geraldo Rivera
  - Greta Van Susteren
  - Lou Dobbs
  - Rosie O'Donnell
  - Rush Limbaugh
- Film
  - Roger Ebert
  - Leonard Maltin
- Sport
  - Gary Neville
  - Jamie Carragher
  - Roy Keane